# Los pibes del puente
Los pibes del puente es una serie de televisión dramática argentina de 8 capítulos seleccionada por el INCAA (Instituto Nacional de Cine y Artes Audiovisuales) en el marco del Concurso Series Federales de Ficción Argentina, impulsado por el Plan Operativo de Promoción y Fomento de Contenidos Audiovisuales Digitales a cargo del Ministerio de Planificación Federal, Inversión Pública Y Servicios. La serie fue emitida de lunes a viernes en el horario de las 22:30 (UTC -3) por la TV Pública Digital en 2012.
La miniserie estuvo protagonizada por Gustavo Garzón, Guadalupe Docampo, Mónica Lairana, Nahuel Viale, Matías Marmorato, Nicolás Goldschmidt, Nicolás Condito, Nadia Giménez, Joaquín Foong, Mario Hernández, Yiyo Ortiz y Richard Wagener.

## Sinopsis
Bingo y Luciano son hermanos de la vida y encabezan una pandilla, un grupo de chicos de la calle con un áspero pasado,  que buscan sobrevivir día a día en la jungla de cemento. En ese intento cometen un grave error,  Bingo se gana la confianza del Ruso, el narcotraficante más pesado de Buenos Aires, y junto a sus pibes, terminan duplicando cocaína en una fábrica abandonada.
Mientras, Yessy, la hija del Ruso, inmersa en la melancolía por la dudosa muerte de su madre, conoce a Luciano, del cual se enamora profundamente, se hace amiga del resto de los pibes,  y encuentra su lugar en el mundo. La felicidad se desvanece cuando el Ruso se entera de donde está su hija.
Los Pibes Del Puente aborda el tema de la vulnerabilidad de los chicos en situación de calle desde un aspecto lúdico y crudo, inocente y violento.

## Personajes
- Yessy - Guadalupe Docampo: Es la bella y única hija del Ruso. Su madre, con quien tenía un vínculo muy cercano y simbiótico, murió hace seis meses de manera misteriosa, evento que la dejó en un estado de profunda depresión y aislamiento. Ha tenido una vida sexual muy activa, desprecia la incomunicación que tiene con su padre, es inestable, delicada,  rebelde, extremadamente arriesgada, sensual, y romántica.

- Luciano - Nahuel Viale: El único recuerdo que tiene es haber nacido en el subte, no posee ningún recuerdo de su madre,  menos de su padre. Algunos dicen que su madre se prostituía para ganar dinero. A los tres años de edad,  Rosa lo encuentra en el subte y se lo lleva a su casa, dándole techo a cambio de trabajo en el subte, cosa que nunca dejó de hacer. Luciano forma con Bingo su hermano de la vida, la pandilla de los pibes. Es romántico, soñador, protector, y silencioso. Quiere mucho a Rosa a quien considera una madre.

- Bingo - Matías Marmorato: Su padre,  a los seis años de edad, lo dejó en el subte prometiéndole volver al otro día, dicen que esperó por semanas y meses en el mismo lugar, pero su padre nunca regresó. Un día conoció a Luciano y este lo invitó a vivir con Rosa a cambio de trabajar en la calle. Bingo aprendió rápidamente a esconder el dolor y a aplicar las leyes del empedrado, convirtiéndose en el líder innato de los pibes, con el tiempo dejó de recordar a su padre,  y comenzó a odiar a Rosa. Hoy es, temerario, desafiante, hábil, fuerte e implacable.

- Chuqui -  Maxi Roberto: Nació en Burzaco, en la provincia de Buenos Aires,  nunca conoció a su padre, a los siete de edad, pierde a su madre que muere de HIV y se va a vivir a la casa de sus tíos. Una tarde decide escapar para no volver a encontrarse con su familia, debido a los golpes de su tío,. Pasó muchos años viviendo en el barrio de Constitución, enfrentándose en plena soledad a los peligros de la calle, hasta que conoció a Luciano y Bingo, quienes lo unieron a su pandilla. Chuqui es hoy, frío, inteligente, calculador, asertivo, y confidente de Bingo.

- Corcho - Nicolás Goldschmidt: Su madre está en la cárcel con cadena perpetua por extrema delincuencia, de su padre no tiene información ni recuerdos. Algunos dicen que nació en un tren. Desde pequeño vivió en la calle y pasó por varias adicciones,  de las que Luciano logró rescatarlo cuando hace años lo conoció. Le gusta rapear, a pesar de las críticas de los pibes y eso intenta hacer en los trenes y subtes, para mantenerse. En cuanto puede visita a Marita, una prostituta de detrás de la vía. Está resentido con Chuqui, admira a Luciano,  es sexual, impulsivo, y siempre soñó con una familia.

- Cara de ver - Nicolás Condito: Hijo de una mujer golpeadora, escapó de su casa el día en el que su madre,  borracha,  lo intentó matar. Meses después,  Luciano lo encontró llorando en un baño en Constitución, y lo integró a la pandilla, desde ese momento no se separó de la banda. Quiere mucho a Chuqui y Corcho. Su apodo se debe a que un día lo encontraron en el baño en proceso de ipsación. Es un pibe melancólico, introvertido,  esconde una gran valentía, es extremadamente sensible y no ha tenido relaciones sexuales hasta el momento.

- Juana - Nadia Giménez: Tiene escasos recuerdos de su madre, quien escapó cuando Juana tenía tan solo 4 años. Desde ese momento, vivió con su padre alcohólico hasta los doce años de edad, soportando la posesión y violencia de su progenitor. Un día decidió huir trasladándose por las diferentes provincias de Argentina. Años después, conoció a Bingo en Liniers y se unió a la pandilla. En la actualidad está embarazada, y esconde quien es el padre de la criatura que viene en camino. Quiere darle a su futuro hijo una educación digna. Es celosa, agresiva, guerrera y emotiva.

- Pepe - Joaquín Foong: Es el integrante más nuevo de la banda, no tiene mucha conciencia de peligro y ve a Luciano como un padre. Es silencioso, disperso y un cadáver.

- Renacuajo - Mario Hernández: Fue abandonado por su madre y abuela en el subte, lugar donde es encontrado por Corcho. Es inocente, y quiere a toda costa encontrar a su madre. Se convertirá en el protegido de Bingo.

- El ruso: - Gustavo Garzón: Detrás de sus empresas poco activas, se encuentra el tráfico de drogas, siendo el narco más pesado de Buenos Aires. Tiene varias cocinas donde se duplica la cocaína, no está en su auge, ya que la muerte de su esposa, aún lo tiene desequilibrado. En la actualidad sale con Violeta, una bella joven, con la que suele acostarse. Es ambicioso, evasivo, irónico y negador.

- Manolo - Yiyo Ortiz: Es el capo de barrio, y el encargado de hacer trabajar la fábrica de ruso. Es perverso, engreído, insensible y violento. Desprecia a Bingo. Su único amor son sus perros a quienes trata como sus hijos, sale con Rosa para tener sexo fácil.

- Rosa - Mónica Lairana: Ha criado a Bingo y Luciano, con sus escasos recursos de madre a cambio de trabajo. Es adicta a la pasta base, y a todo lo que se le aparezca en frente,  se encuentra en un terrible abandono, adora a Luciano, y vive peleándose con Bingo desde que este era pequeño. En la actualidad sale con Manolo. Es evasiva, desconectada y sensible.

- El negro - Richard Wagener: Trabaja hace años para el Ruso, es ambicioso,  desea ser capo del barrio y esconde desprecio por Manolo. Le gusta Juana, es piropeador, fuerte,  seductor y tramposo.[2]

## Aspectos culturales
La serie Los pibes del puente por un lado refleja el contraste social entre el grupo que hace referencia al nombre de la serie y el mundo de clase alta protagonizado por el Russo y su hija Yessy. Con el transcurso de la historia se muestra como estos mundos que parecen opuestos e intocables se relacionan. Ajeno a cualquier intención de denuncia, la serie muestra como el reflejo de chicos que viven en situación de calle y expuestos a las más diversas situaciones y riesgos transitan su vida, los cuales cargan además con una historia sobre sus hombros, por otro lado, una sociedad que lejos de contenerlos los aísla. Serie que se desarrolla en diversos escenarios como lo es un hospital, galpones, talleres ferroviarios, barrios de Buenos Aires como Mataderos y Flores y un recurrente escenario utilizado son los puentes. 

## Secuencia de apertura
En la secuencia de apertura se muestra de forma recurrentes distintos planos de edificios, desde distintos ángulos y en distintas perspectivas. Se observa un grafiti con cuatro personas dibujadas. Se observan planos realizados en cercanías de puentes donde se muestra el transitar de los autos en diferentes momentos del día. La presentación de cada personaje se da por medio de imágenes donde se los muestra en relación con el otro, en escenarios como un vagones de trenes deshabitados, vías del ferrocarril, edificios descampados, oficina, casas y la calle propiamente dicha.

Se narra la situación de un grupo de jóvenes que viven en situación de calle, expuestos a la marginalidad y a toda clase de riesgos, incluido la posibilidad de poder perder la vida en cualquier situación, además se expone aquí desde el comienzo de la historia la presencia de reflejos testimoniales, pero, como se ha mencionado anteriormente ajeno a cualquier ánimo de denuncia impuesta casi por obligación.

## Banda sonora
La serie Los pibes del Puente contó con una musicalización original producida por Ahijuna Musique. Son siete canciones que fueron utilizadas en diferentes momentos y en relación con diferentes personajes en el transcurso de la historia. 
Las canciones de la serie son: 
1. Intro - Los Pibes Del Puente
2. Bingo - La tertulia
3. Romance - La Vitrina Del Recuerdo
4. Muertes - Tutu Marambá
5. Yessi - Morto che parla
6. Ruso - Mercado De Las Pulgas
7. Outro - Los Pibes Del Puente

## Lista de capítulos
1. La ley de la selva (emisión: 02/05/2012)
2. Amor y emboscada (emisión: 03/05/2012)
3. ¿Dónde te metiste? (emisión: 04/05/2012)
4. La prohibición (emisión: 07/05/2012)
5. Igualita a la madre (emisión: 08/05/2012)
6. Los tres son perfectos (emisión: 09/05/2012)
7. Todos contra todos (emisión: 10/05/2012)
8. África (emisión: 11/05/2012)

## Ficha técnica
- Dirección:Patricio Salinas Salazar - Victoria Miranda
- Asist. Dirección: Maxi Estomba
- productor general: Alexis Trigo - Celeste Casco
- Jefe de Producción: Federico Peña
- Dir. Fotografía: Pablo Parra
- Gaffer: Aurelio Kerbs
- Eléctrico 1: Gabriel Kerbs
- Dir.de Arte: Sebastián Narbona
- Dir.de Vestuario: Neit Pazos
- Maquillaje: Mariela García
- Sonidista: Andres Marks
- Foto Fija: Matias Pellegrini Sánchez

## Locaciones
La serie fue filmada en las siguientes locaciones de la Ciudad de Buenos Aires:
- Hospital Israelita (Villa Santa Rita)
- Barrio Piedrabuena
- Apeadero Talleres (Liniers)
- Estación Villa Luro (Villa Luro)
- Flores
- Mataderos

## Premios y nominaciones
- La serie los pibes del puente resultó ganadora de la primera Convocatoria TDA para “Series de Ficción del Plan Operativo de Promoción y Fomento de Contenidos Audiovisuales Digitales” en 2011.
- A fines del 2012 la serie fue distinguida con el premio <Construyendo Ciudadanía> brindado por AFSCA (Autoridad federal de servicios de comunicación audiovisual).
- En el 2013 estuvo nominado a los "Premios Nuevas Miradas en la televisión".
- Matias Marmoratto estuvo nominado como mejor actor en los "Premios Nuevas Miradas en la televisión"
- Nahuel Viale estuvo nominado como participación masculina en los "Premios Nuevas Miradas en la televisión"
- Los pibes del puesto estuvo nominado como mejor diseño de sonido en los "Premios Nuevas Miradas en la televisión"